# Thierry Mouyouma
Thierry Dieudonné Mouyouma (ur. 27 września 1975 we Franceville) – gaboński piłkarz grający na pozycji obrońcy.

## Kariera klubowa
Karierę piłkarską Mouyouma rozpoczął w klubie AS Mangasport. W 1993 roku zadebiutował w jego barwach w pierwszej lidze gabońskiej. W 1994 roku odszedł do FC 105 Libreville. W 1996 roku zdobył z nim Puchar Gabonu, a w 1997 roku wywalczył mistrzostwo kraju.
W 1998 roku Mouyouma przeszedł do tunezyjskiego Étoile Sportive du Sahel, w którym grał w sezonie 1998/1999. W sezonie 1999/2000 najpierw grał w CO Medenine, a następnie we Francji, w Stade de Reims. W 2000 roku grał też w Kamerunie, w Canonie Jaunde.
W 2001 roku Mouyouma trafił do Portugalii, gdzie najpierw grał w Leixões SC, a następnie w FC Felgueiras. W latach 2003–2006 występował w Republice Południowej Afryki, w Wits University oraz Ajaksie Kapsztad. W 2006 roku był piłkarzem FC 105 Libreville. Karierę kończył w 2007 roku w Bahrajnie, w Al-Busaiteen.

## Kariera reprezentacyjna
W reprezentacji Gabonu Mouyouma zadebiutował w 1995 roku. W 2000 roku został powołany do kadry na Puchar Narodów Afryki 2000. Tam wystąpił trzykrotnie: z Republiką Południowej Afryki (1:3), z Algierią (1:3) i z Demokratyczną Republiką Konga (0:0).